# Sandhurst (Berkshire)
Sandhurst es una localidad situada en el condado de Berkshire, Inglaterra, Reino Unido. Sede de la Real Academia Militar de Sandhurst, en el censo de 2011 contaba con una población de 20641 habitantes.